# Coreca
Coreca  ([koreka] (escutarⓘ) (Coraca no dialeto local, Corica, no dialeto arcaico) é uma fração da comuna italiana de Amantea, situada na província de Cosenza, nos limites de Campora San Giovanni, na região da Calábria. 

## Território
A oeste tem o Mar Tirreno e a sul a comuna de Amantea, onde começa a fração de Campora San Giovanni. O território é constituído principalmente por um promontório rochoso e no planalto tem o centro da cidade. Inclui também algumas colinas e praias. O clima de Coreca é tipicamente mediterrânico, sendo caracterizado por invernos suaves e húmidos e verões quentes, secos e ventosos com uma elevada percentagem de dias de sol.

### Os escolhos de Coreca
No território municipal situam-se os escolhos de Coreca, que são um grupo de dez escolhos: Capoto (o maior), Formica, Ginario, Longarino, Piccirillo, Tirolé (também dito Pirolé) e os 4 Scuagli da Funtana (Escolhos da Fonte).
Durante as décadas de 1960 a 1980 eram procurados por fotógrafos amadores pela grande quantidade de aves marinhas, hoje desaparecidas.

## Bairros
Em 2017 Coreca estava dividida nos seguintes bairros (em italiano  contrade ): 
| - Formiciche - Giascogne (em dialeto local Juascugnu ) - Grotte (em dialeto local "I Grutti " ) | - La pietra (em dialeto local a' Petraja ) - Marinella (de 2011) - Oliva (de 2011) | - Stritture (pertencente a Campora San Giovanni entre 2008 e 2011) - Salto da Zita - Scogliera |

## Economia
A principal fonte da economia de Coreca e de Campora San Giovanni é o setor turístico, desenvolvido graças à beleza das costas: Coreca tem lindos recifes, fotografados desde a década de 1960.
Existem também algumas pequenas indústrias, como a indústria de alimentos e a mecânica.

## Monumentos e locais de interesse

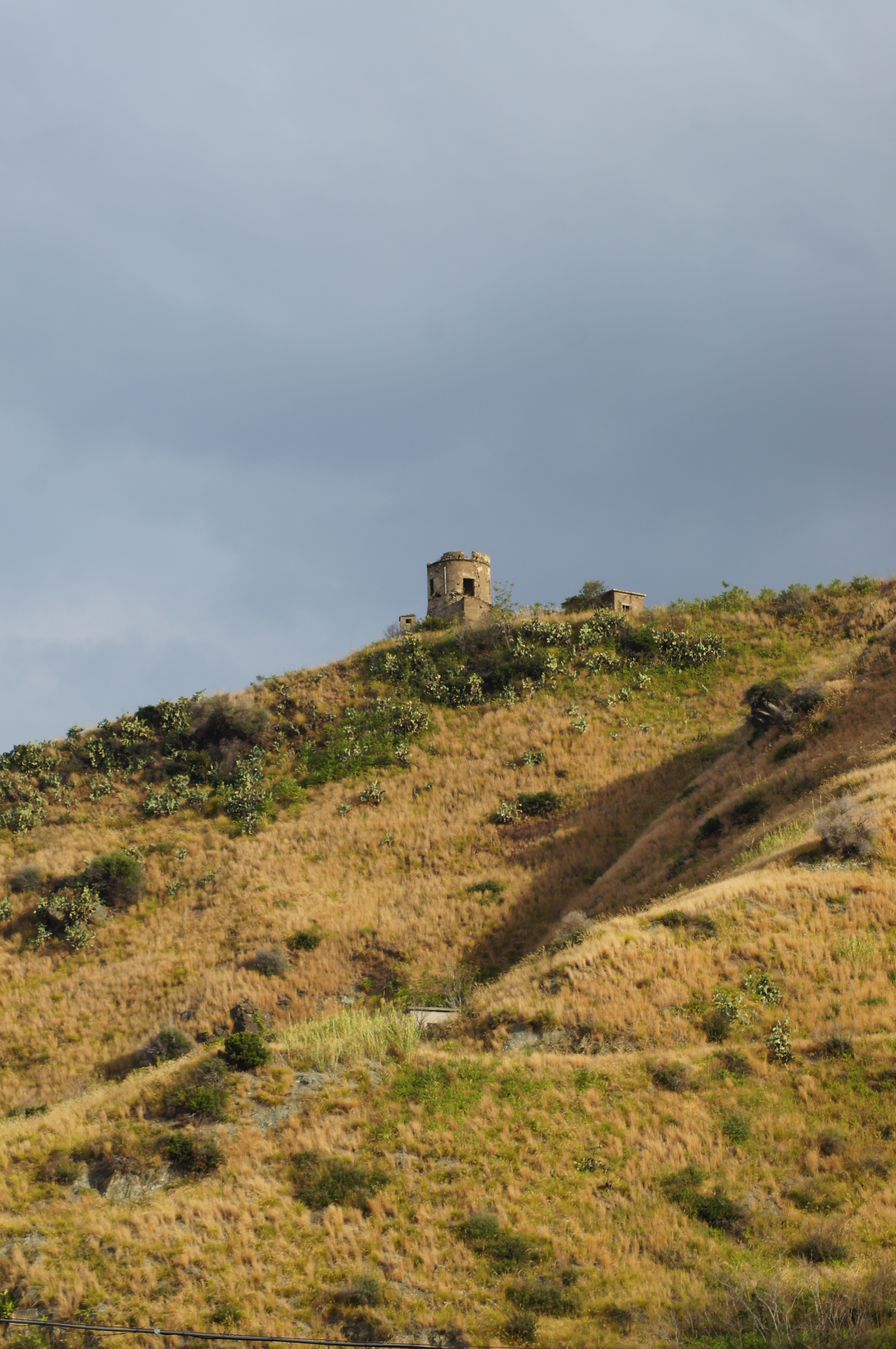
Visão da Torre de Coreca vista na vila

### Igreja de Nossa Senhora dos Anjos
Em 1 de outubro de 1964, começaram os trabalhos sobre a construção da Igreja de Coreca, que seria dedicada a Nossa Senhora dos Anjos, trabalho que terminaria em 1965 na presença das autoridades da época. De estilo moderno, mas muito sóbrio, é capaz de acolher 65 pessoas. Todos os anos durante a festa do orago (22 de agosto) há uma procissão pelas ruas do centro da vila.

### Praça Nossa Senhora dos Anjos
Em 2 de abril de 2003, por resolução municipal, deu-se aprovação a obras para a construção da praça. As obras começaram em 5 de maio de 2005, e a praça pequena, mas pitoresca, abriga os eventos de verão da aldeia. Desde 2015 tem o nome de Madonna degli Angeli (Nossa Senhora dos Anjos) pela proximidade com a pequena igreja e também pela presença de um pequeno nicho com uma estátua de Nossa Senhora. A praça é mantida desde 2013 por uma associação local de turismo.

### Grutas de Coreca
Muito importante na região foram as minas de ferro da antiga Temesa. Durante a Segunda Guerra Mundial foram refúgio para os moradores locais e para os soldados anglo-americanos que as usavam como armazém. Mais tarde foram usadas para eventos de Natal e Páscoa até o início da década de 2000.

### Torre de Coreca ou "Turriella"
Esta torre, parcialmente colapsada no primeiro andar, tem alguma importância histórica, pois é uma mistura de estilos seguidos ao longo dos séculos e utilizados principalmente como uma torre de vigilância pelos árabes. Depois, os normandos e vários senhores da região usaram-na, até à chegada das tropas nazis e das tropas anglo-americanas na Segunda Guerra Mundial. Está localizada a norte da vila de Coreca, nas encostas da colina de Tuvulo.

## Galeria

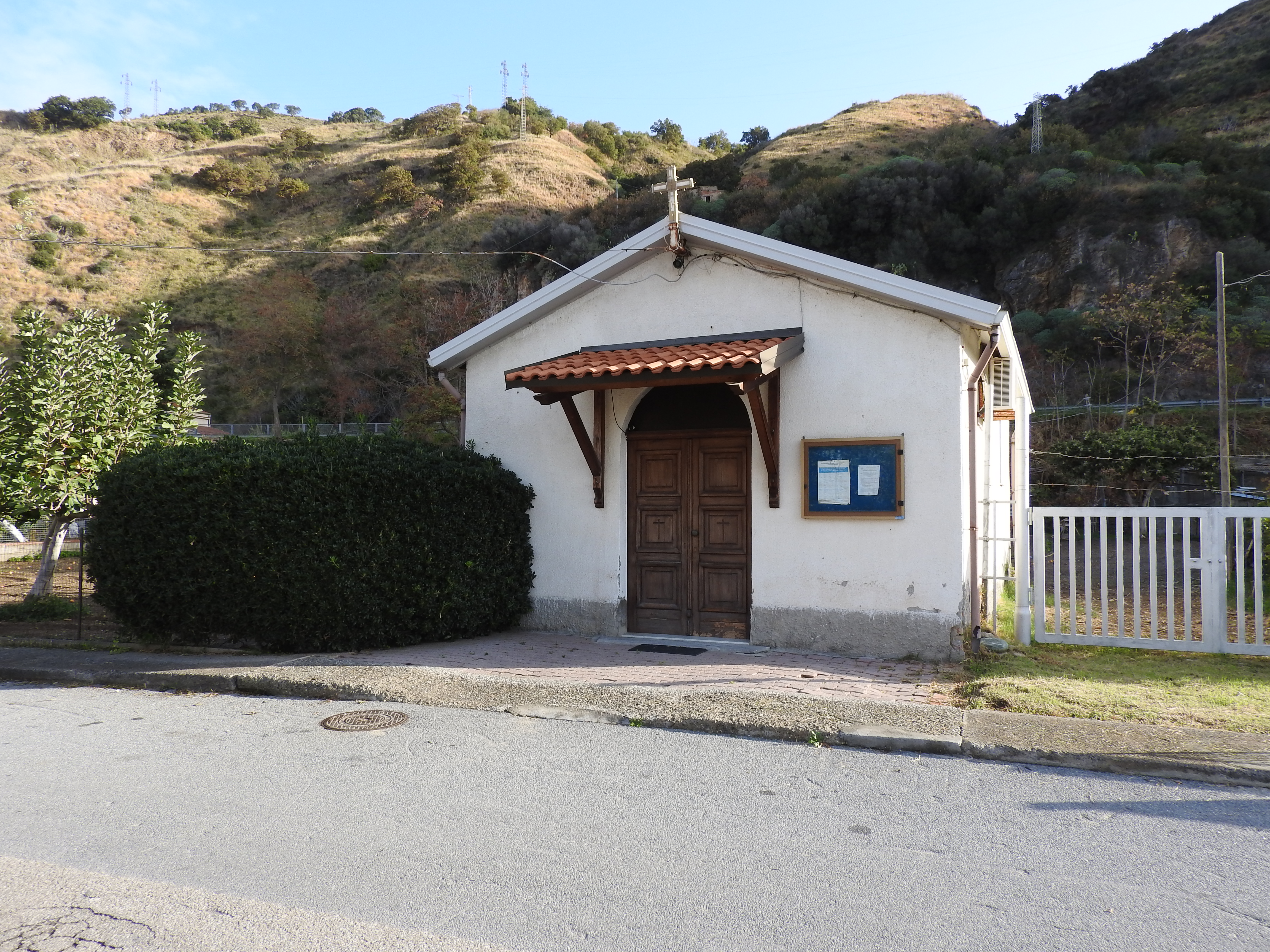
Igreja de Nossa Senhora dos Anjos em Coreca
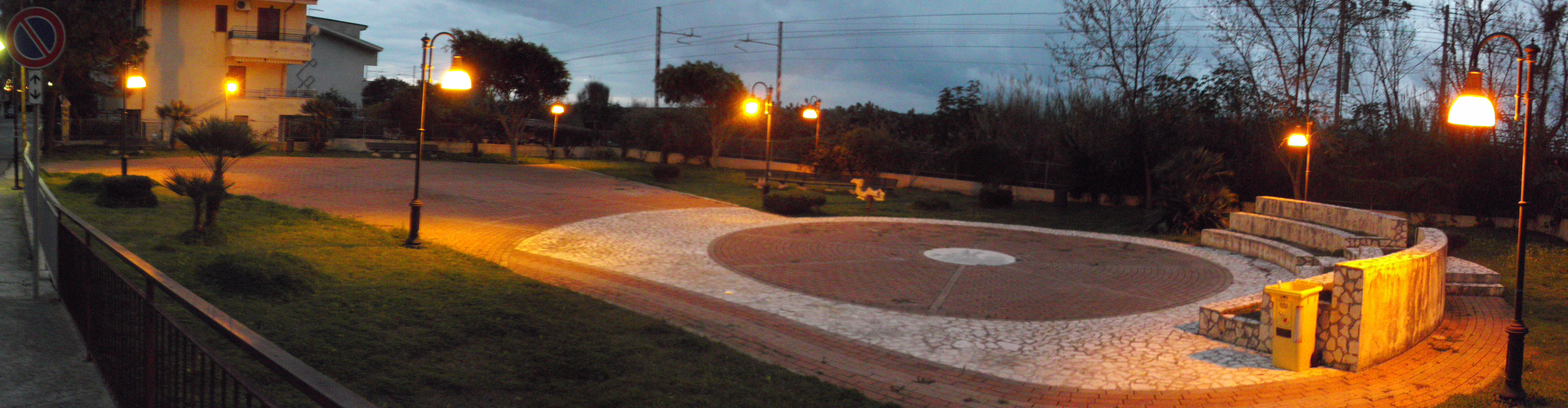
A Praça de Coreca em vista noturna
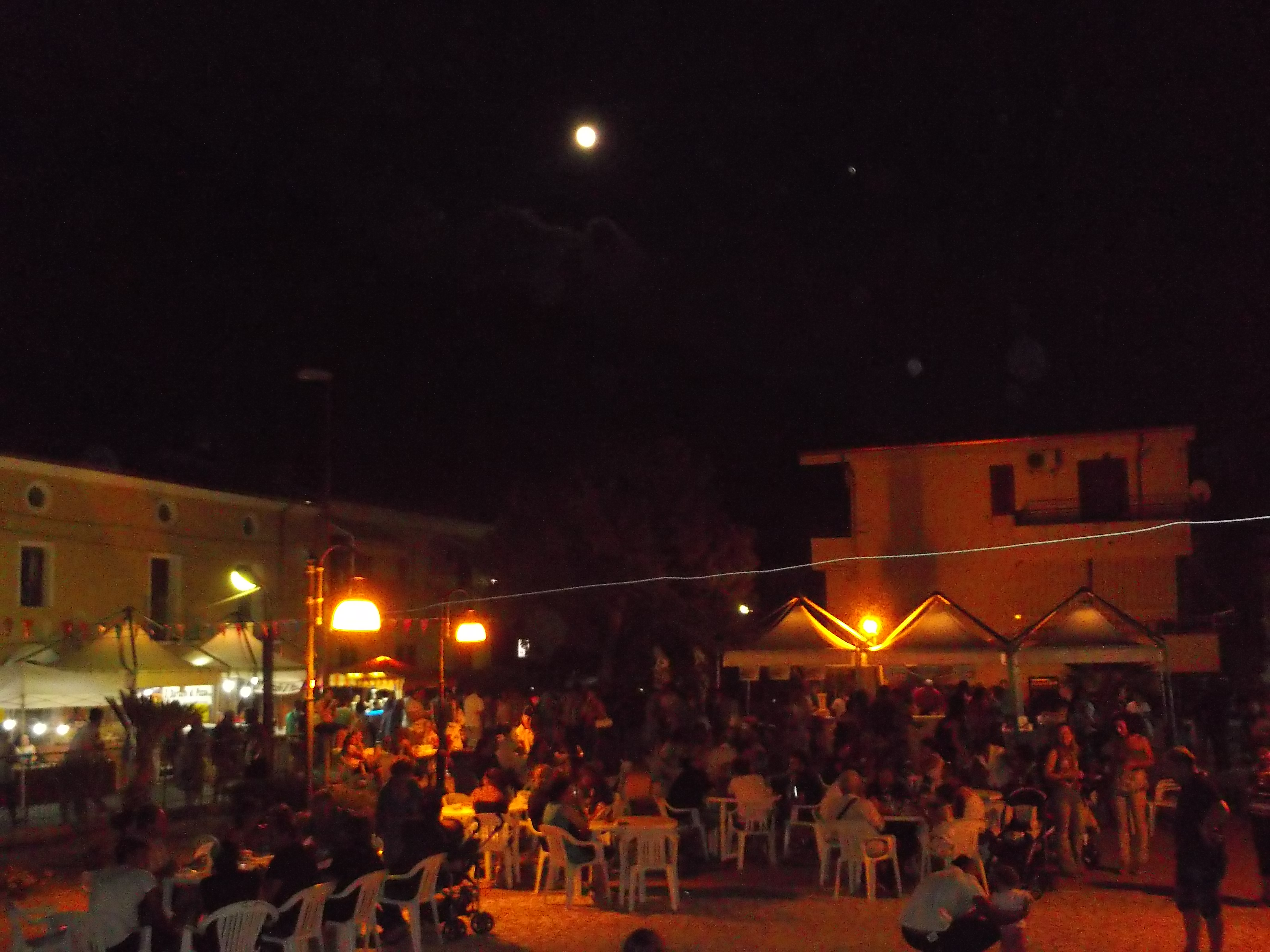
A Praça de Coreca na noite de verão
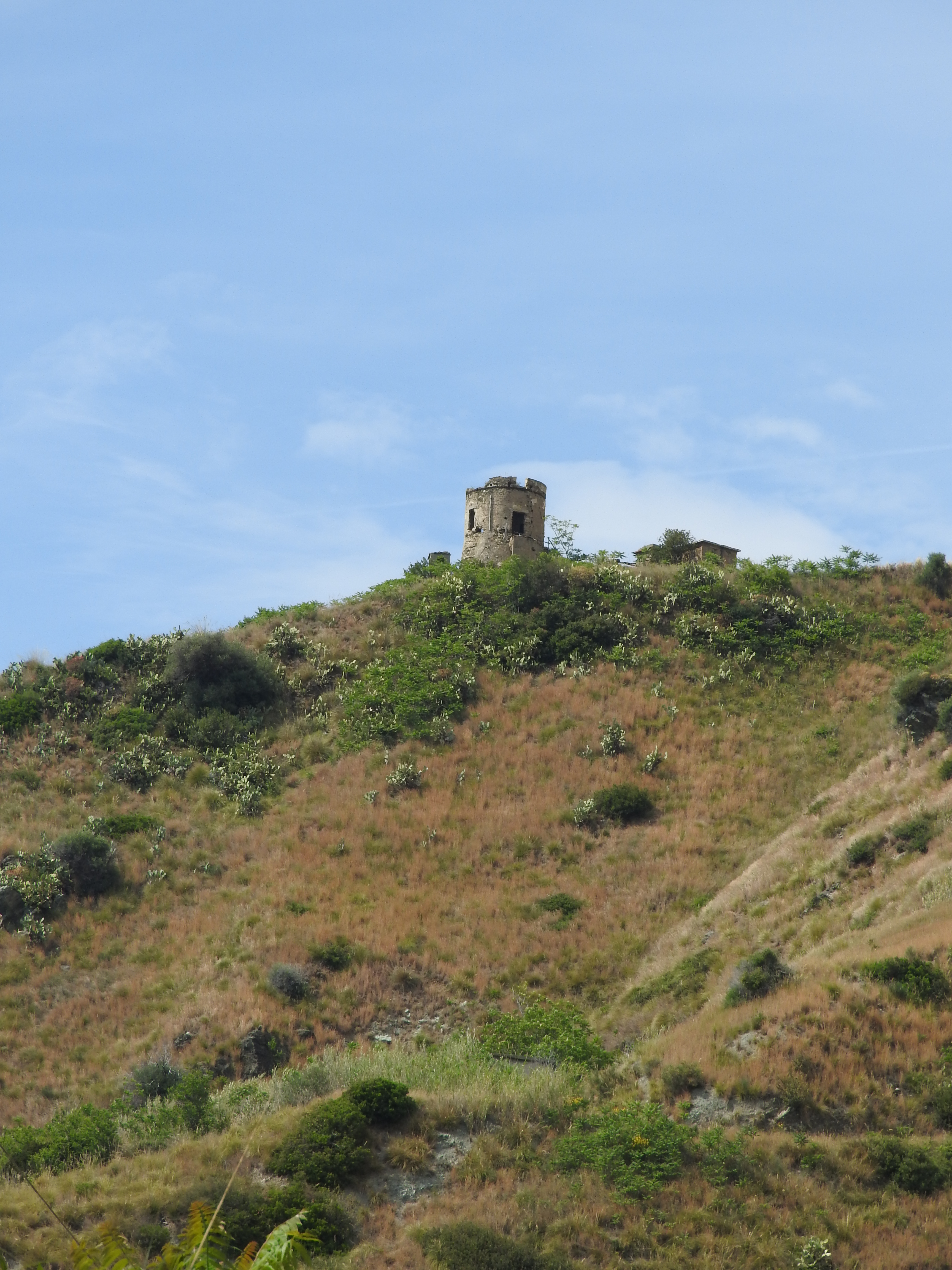
A torre "Turriella"
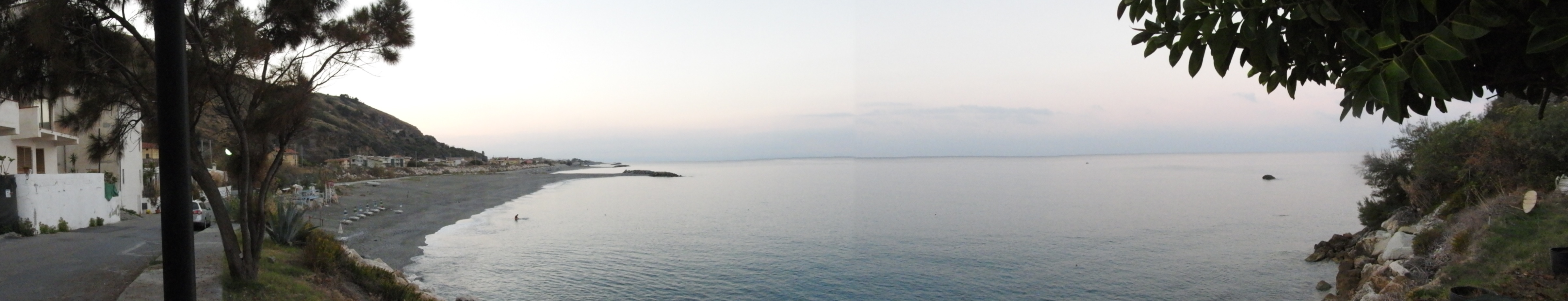
A Baía de Coreca
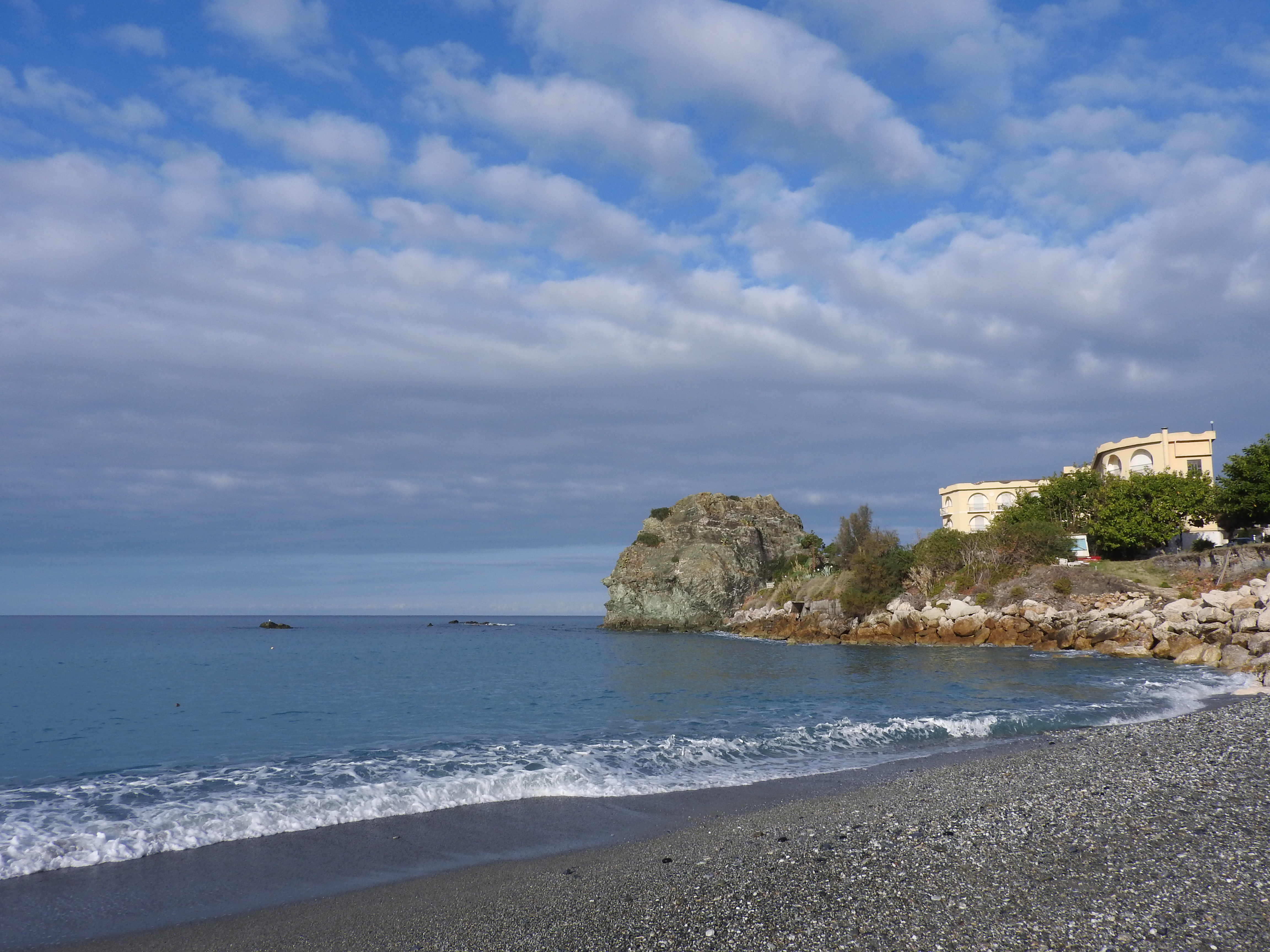
Praia da Coreca vista de La Scogliera
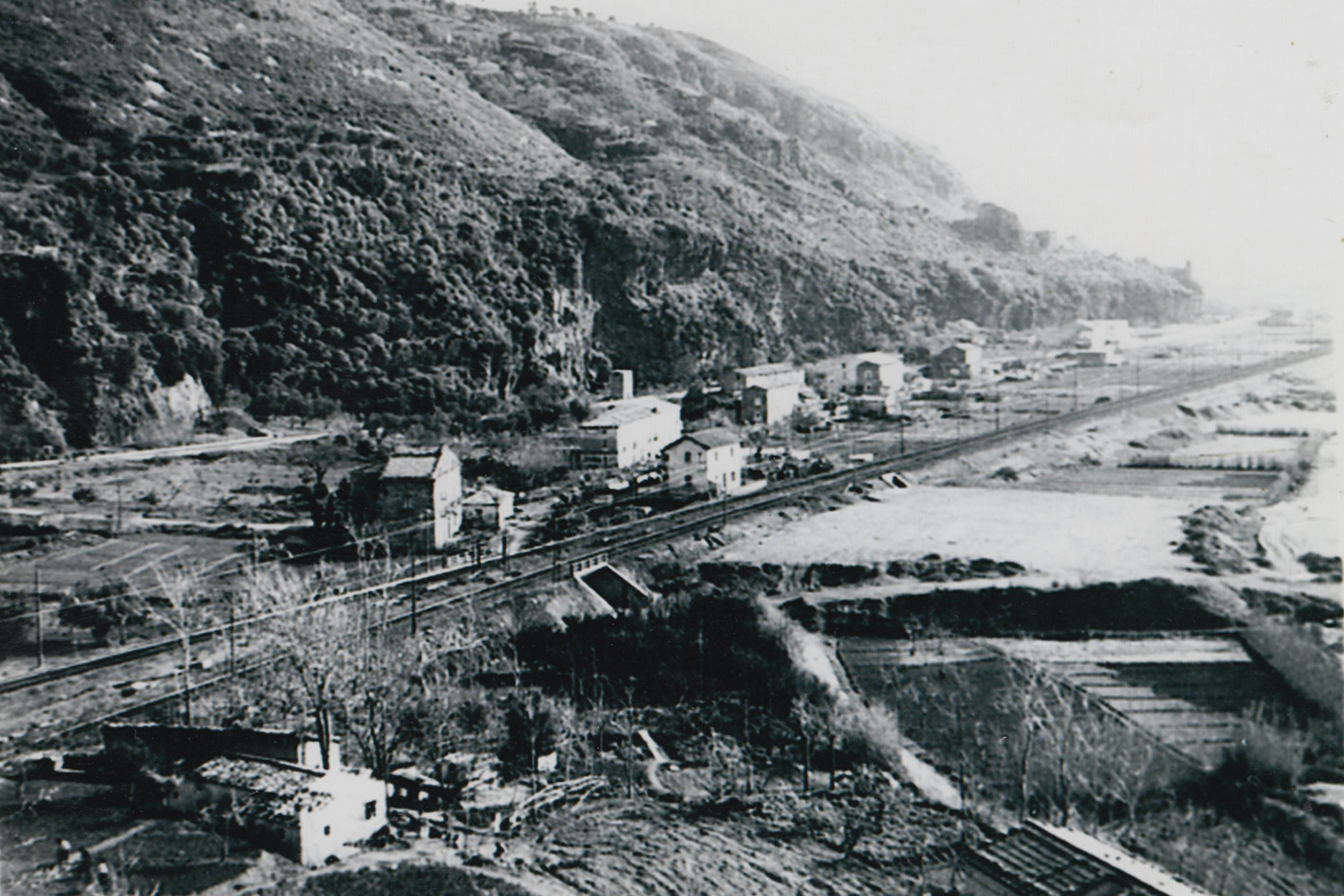
Coreca em 1950